# L'Enfant d'eau
Pour plus de détails, voir Fiche technique et Distribution.
L'Enfant d'eau est un film québécois réalisé par Robert Ménard et sorti en 1995.

## Synopsis
Un petit avion s'écrase dans les Caraïbes, les deux seuls survivants sont une jeune fille précoce et un garçon de 20 ans déficient intellectuel, qui se retrouvent sur une île déserte.

## Fiche technique
- Titre : L'Enfant d'eau
- Réalisation : Robert Ménard
- Scénario : Claire Wojas
- Musique : Ronald de Gagné et Richard Grégoire
- Photographie : Michel Caron
- Montage : Michel Arcand
- Production : Roger Frappier et Robert Ménard
- Société de production : Les Productions Vidéofilms et Max Films Productions
- Pays de production :  Canada
- Genre : Drame
- Durée : 103 minutes
- Date de sortie : 1er septembre 1995

## Distribution
- David La Haye : Emile
- Marie-France Monette : Cendrine
- Gilbert Sicotte : Thomas
- Danielle Proulx : Pauline
- Monique Spaziani : Suzanne
- Michel Charette : Firmin

## Distinctions
- Meilleur film au Festival du film canadien de Montréal
- Meilleur acteur pour David La Haye
- Grand Prix Hydro-Québec lors du Festival du cinéma international en Abitibi-Témiscamingue en 1995.

## Critiques
Pour le consortium universitaire Érudit, L'Enfant d'eau « se révèle un film audacieux, risqué et complexe. ».